# Porwanie lotu Indian Airlines 814
Porwanie indyjskiego samolotu IC-814 – porwanie indyjskiego samolotu lecącego z Katmandu do Delhi, do którego doszło 24 grudnia 1999 roku. Większość ze 178 pasażerów było obywatelami Indii wracającymi z wakacji w Nepalu.
Porywaczami było pięciu Pakistańczyków ze zbrojnej grupy Harkat-ul-Mujahideen. Porwany samolot zatrzymał się Amritsarze, Lahaur, Dubaju (tam wypuszczono kilku zakładników), ostatecznie wylądował w Kandaharze (w Afganistanie pod rządami talibów). Po siedmiu dniach negocjacji (utrudnionych z powodu faktu nieuznawania przez Indie rządu talibów) zakładników wymieniono na islamskich terrorystów wypuszczonych z więzienia (Mushtaq Ahmed Zargar, Ahmed Omar Saeed Sheikh – aresztowany później za mord na dziennikarzu Danielu Pearl i Maulana Masood Azhar).
Do tego zdarzenia nawiązują dwa indyjskie fabularne filmy: Zameen (2003) i Hijack (2008).